# Cuisine charentaise
La cuisine charentaise (Charente et Charente-Maritime) correspond aux traditions gastronomiques des anciennes provinces d’Angoumois, d’Aunis, de Saintonge et en partie du Limousin (Charente limousine). Elle se caractérise par son adaptation à un terroir riche où les produits de la mer le disputent aux produits de la terre, et par des influences venues des cuisines voisines : poitevine, limousine et gasconne. Elle s’appuie largement sur le porc, qui fut longtemps la viande la plus consommée dans les campagnes françaises mais a pris pour emblème l’escargot petit-gris, la célèbre « cagouille » (ou « luma » dans la région rochelaise).

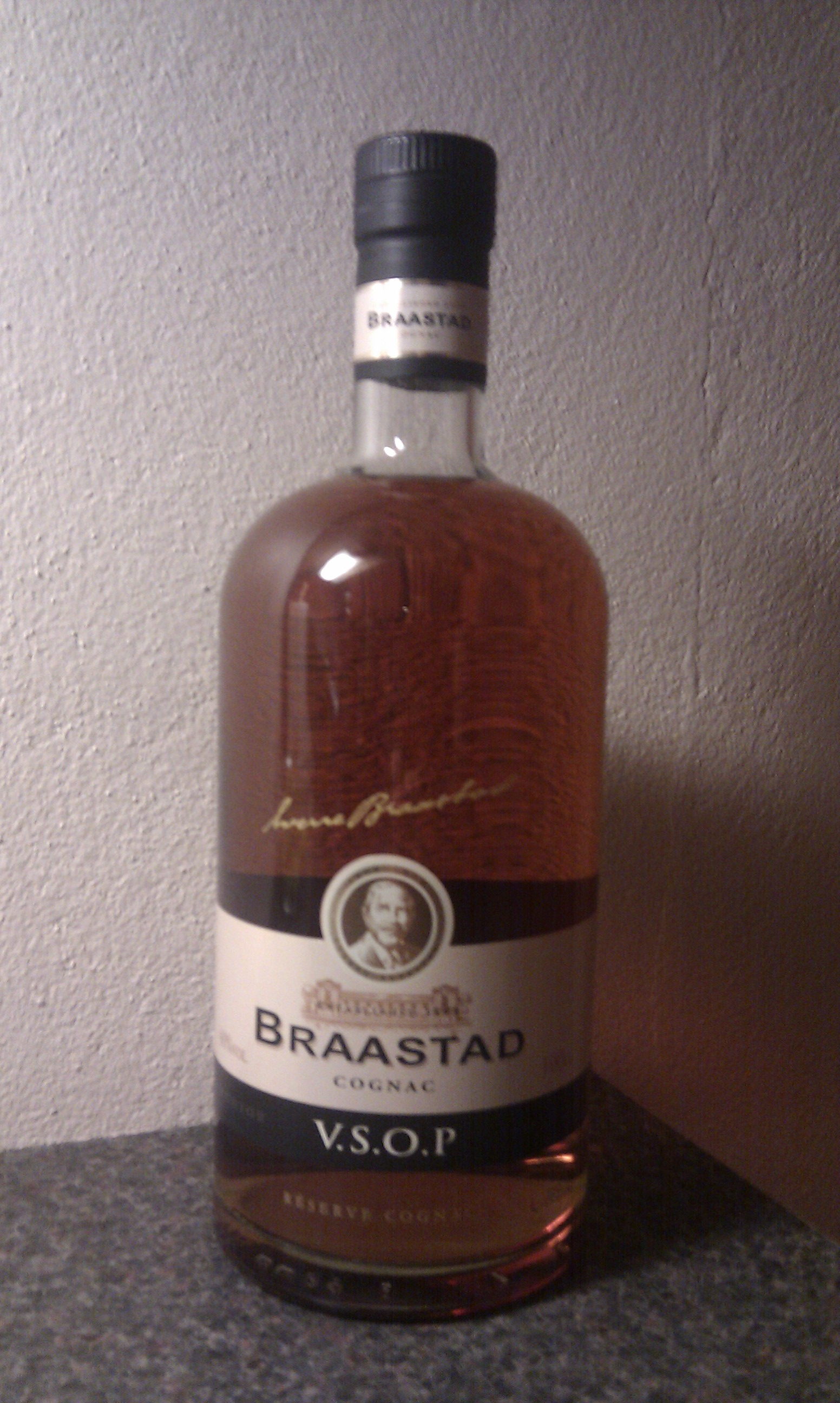
Bouteille de cognac

## Présentation

### Produits de la vigne
Grand terroir viticole, les Charentes sont le domaine du cognac et du pineau, ainsi que des vins de pays charentais. Le brûlot charentais, jadis très populaire durant les veillées, est un café flambé au cognac.

### Le beurre et l'huile
La cuisine charentaise est essentiellement à base de beurre réputé, bénéficiant d'une AOP mais parfois également à base d’huile : la région produit en effet de l’huile de tournesol, de maïs et de colza, ainsi que de façon plus confidentielle, de l’huile de noix près de Jonzac ou de Barbezieux-Saint-Hilaire.

### L'agneau
L’agneau de Poitou-Charentes, nourri sous la mère pendant soixante jours avant d’être engraissé dans les prairies aunisiennes, barbeziliennes ou confolentaises, est accommodé de différentes façons, la plus simple consistant à le faire griller sur des sarments de vigne ; il est aussi préparé en gigotin, agrémenté de sarriette et de pignons de pin, ou même en soupe.

### Le porc

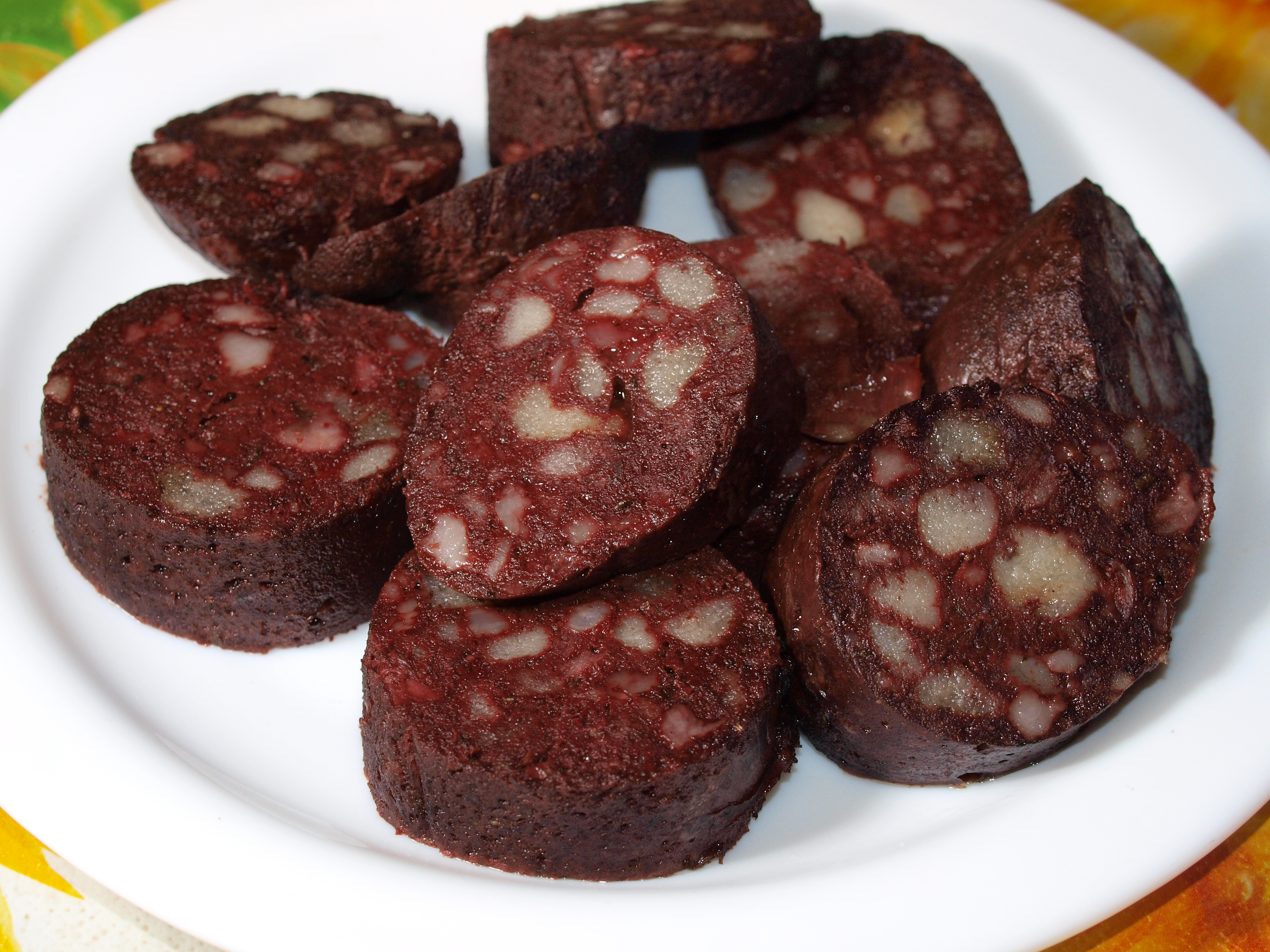
Le boudin à la viande est commun à tout le Sud-Ouest français.

Le cochon, jadis tué dans les fermes, salé et consommé tout au long de l’année, a donné naissance à des spécialités charcutières réputées, parmi lesquelles les gratons et les grillons, variantes locales des rillettes, à base de morceaux de viande rissolés et confits dans leur graisse et assaisonnés avec de l’ail, du laurier-sauce, du poivre (parfois du piment doux) et du sel de mer de l’île de Ré. Le fagot charentais est un pâté à base de foie et de gorge, enrichi d’aromates et de cognac. Le jambon de pays accompagne traditionnellement le melon et un verre de pineau des Charentes ; s’il est un peu rance, il entre également dans la composition de certaines soupes paysannes, que l’on finit en faisant « godaille » (chabrot), souvent au vin de pays ou au pineau. Le gigourit (ou « tantouillée ») est une recette qui accommode les bas morceaux du cochon. Il s’agit d’une sorte de civet au vin rouge agrémenté du foie, de la gorge, du sang et de la couenne de l’animal, qui doit son goût à une cuisson lente et prolongée, ainsi qu’aux aromates qu’on  ajoute : laurier, échalotes, poivre et sel. La traditionnelle sauce de pire est un ragoût à base de foie, de poumons et de cœur, revenus dans du saindoux et mouillés au vin rouge, et le ratis charentais est à base de fraise de porc. Enfin, la région produit du boudin à la viande, sorte de boudin noir commun à tout le Sud-Ouest français.

### L'escargot petit gris
L’escargot petit-gris (« cagouille ») est un élément majeur de la gastronomie charentaise, au point d’en désigner familièrement les Charentais (surnommées « Cagouillards »). Les cagouilles, ramassées au petit matin dans les champs, les vignes et le long des murets, sont traditionnellement préparées « à la charentaise », c’est-à-dire cuites dans un court-bouillon agrémenté de vin blanc, de tomate, d’ail et de mie de pain. La recette n’est toutefois pas véritablement fixée et il en existe de nombreuses variantes, où entrent parfois la graisse d’oie, la couenne de porc ou le jambon de pays. Les cagouilles « au roughe » sont préparées dans une sauce au vin ; préparées « à la fin bet », elles sont farcies et sautées. En Aunis, la sauce aux lumas (nom poitevin de l’escargot) mêle escargots, vin et chair à saucisse. Plus rare, plus cher également, le caviar d’escargot est produit en Haute-Saintonge, et consiste en de fins œufs d’escargots, qu’on peut déguster avec du pain de campagne.

### Les volailles

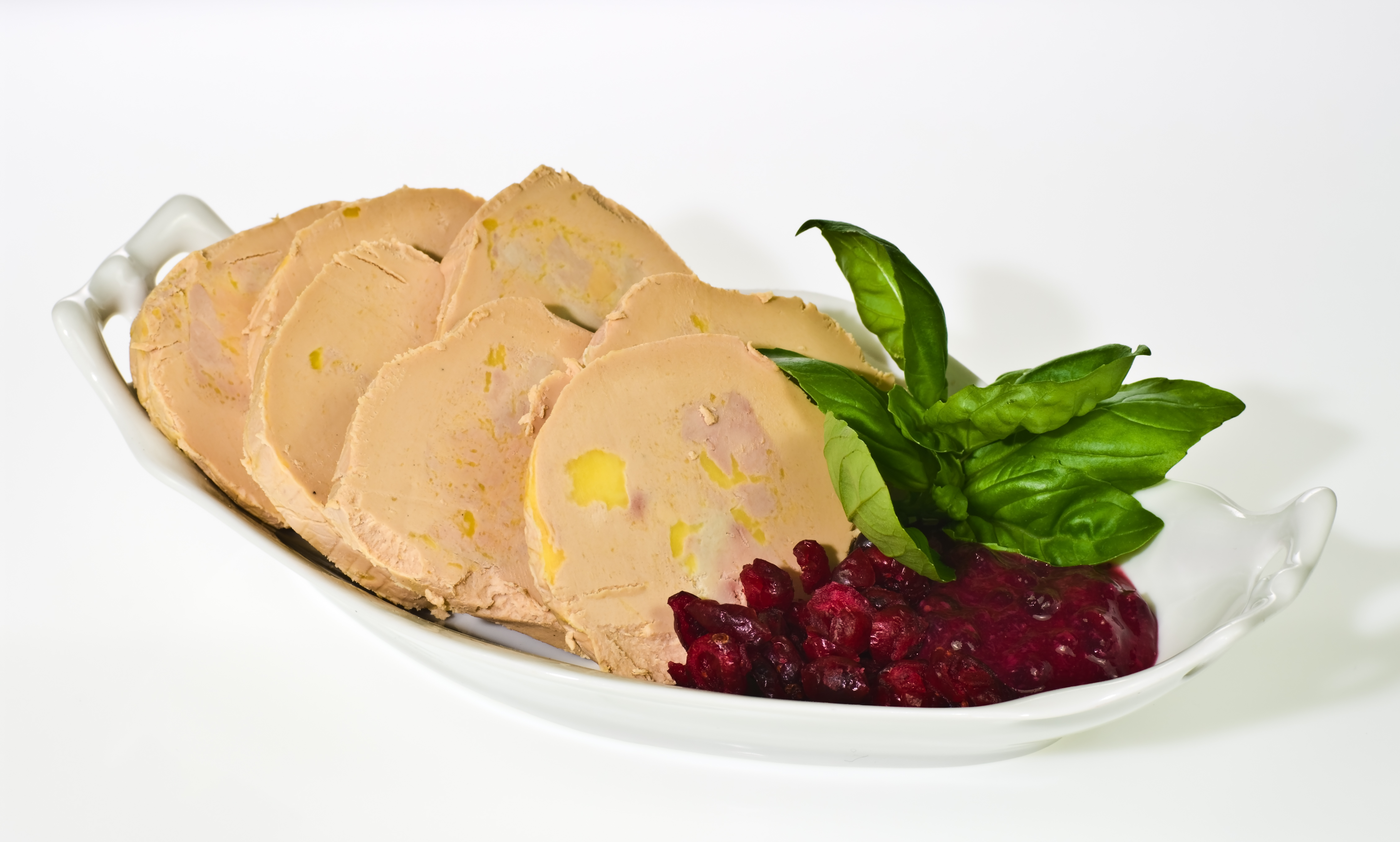
Le foie gras est commun à de nombreux départements du Sud-Ouest.

#### Canard
Les volailles et les palmipèdes gras (essentiellement le canard) sont une autre composante de la cuisine locale. Le foie gras, qu’on associe traditionnellement à la petite ville de Ruffec, est en réalité préparé traditionnellement en bien des endroits, et notamment en Angoumois et en Haute-Saintonge. Les confits (de canard, parfois d’oie dans le nord de l’Angoumois) sont une autre spécialité régionale. Le magret est souvent servi dans une sauce au pineau et à la crème fraîche, relevé de petits oignons.

#### Poulet et chapon
Le poulet, dont les plus renommés localement sont ceux de Barbezieux et de Marans, est depuis des siècles un complément de nourriture peu onéreux dans les fermes charentaises, et sert à préparer des spécialités originales, comme la sanglette, galette composée de sang de poulet et de petits oignons cuits. Barbezieux est aussi connu dès le XIXe siècle pour son chapon. 

#### Lapin
Le lapin se prépare souvent au pineau, avec de la crème fraîche et des pommes de terre de l’île de Ré.

### Bœuf et veau
Le bœuf sert à confectionner des ragoûts et des daubes. La daube saintongeaise, autrefois cuite longuement dans les braises dans une « câline » (plat en terre), est agrémentée d’un pied de veau pour garantir une plus grande onctuosité. Elle mijote dans une sauce au vin de pays et au cognac, enrichie de ventrèche et d’un bouquet garni. 
Le veau de Chalais, élevé « sous la mère » est réputé pour sa chair blanche ou rosée, d’une grande tendreté. Autres recettes régionales, les rognons de veau flambés au cognac intègrent de petits champignons de Paris (cultivés dans la région près de Pons) et de la crème fraîche ; les tripes à l’angoumoisine, à base de bœuf et de vin blanc, proches parentes des tripes à la saintongeaises, à base de bœuf et de veau.

### Produits de la mer

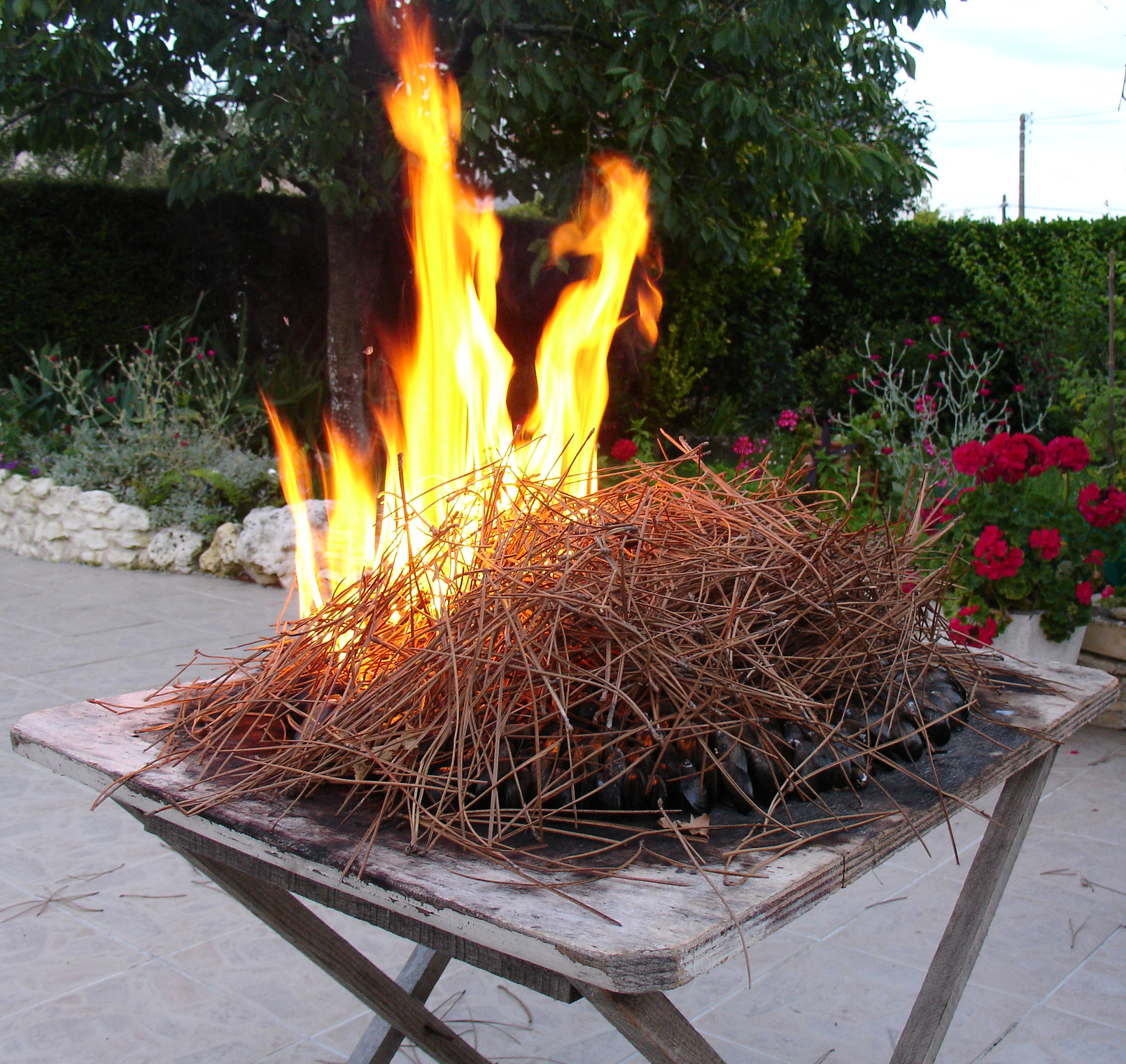
L'éclade, spécialité de l'île d'Oléron et du Royannais, consiste à cuire des moules sous des aiguilles de pin enflamées.

Sur les côtes, les fruits de mer et les poissons ont donné lieu à des spécialités reconnues, parmi lesquelles la célèbre éclade de moules (moules cuites sous un feu d’aiguilles de pin, qui leur donnent une saveur particulière) ou la mouclade (moules en gratin à la crème fraîche, aux jaunes d’œufs et au vin blanc). L’île d’Oléron est réputée pour sa fondue oléronaise, ses crevettes bouquets de La Cotinière et ses soles « à la meunière ». Le bassin de Marennes-Oléron, qui recouvre essentiellement l’estuaire de la Seudre, entre pays de Marennes et presqu'île d'Arvert, produit les célèbres huîtres « fines de claires », au goût légèrement iodé et à la chair délicate caractéristique. Elles se dégustent nature, ou bien accompagnées de crépinettes et d'un verre de vin blanc, ou encore chaudes, en gratin... Traditionnellement on mange, frits à la poêle, les crabes en mue localement désignés par le nom de "mouve" (nom féminin) en saintongeais de la vallée de la Seudre.
L’anguille, simplement grillée, est aussi volontiers cuisinée en matelote ou  « bouilliture », à base de vin rouge et de cognac, ou « vermée », également à base de vin rouge mais aussi de petits oignons et de lardons. La sardine de Royan, pêchée au large, s’est faite plus rare, de même que les pibales (alevins d’anguille), spécialité de Mortagne-sur-Gironde. Le caviar a longtemps été la grande spécialité de Saint-Seurin-d'Uzet, près de Royan, mais cette activité, victime de la surpêche, est aujourd’hui cantonnée à des élevages. 
Les poissons servent également à la préparation de soupes, parmi lesquelles la chaudrée, confectionnée autrefois par les pêcheurs avec les poissons invendus, ou encore le velouté trembladais, spécialité de La Tremblade, à base de poissons de roche et qui se déguste avec une sauce rouille, à la manière de la bouillabaisse. Les casserons sont de petites seiches, qu’on fait sauter dans du beurre et de l’ail, et les raiteaux (petites raies) sont simplement frites. La pêche au carrelet, très répandue, est essentiellement artisanale, et le peu de poissons pris dans les filets sert souvent à la confection de fricassées. La salicorne, algue au goût très fin, sert notamment à la préparation de salades, mais aussi à la confection de condiments (moutarde à la salicorne).

### Légumes

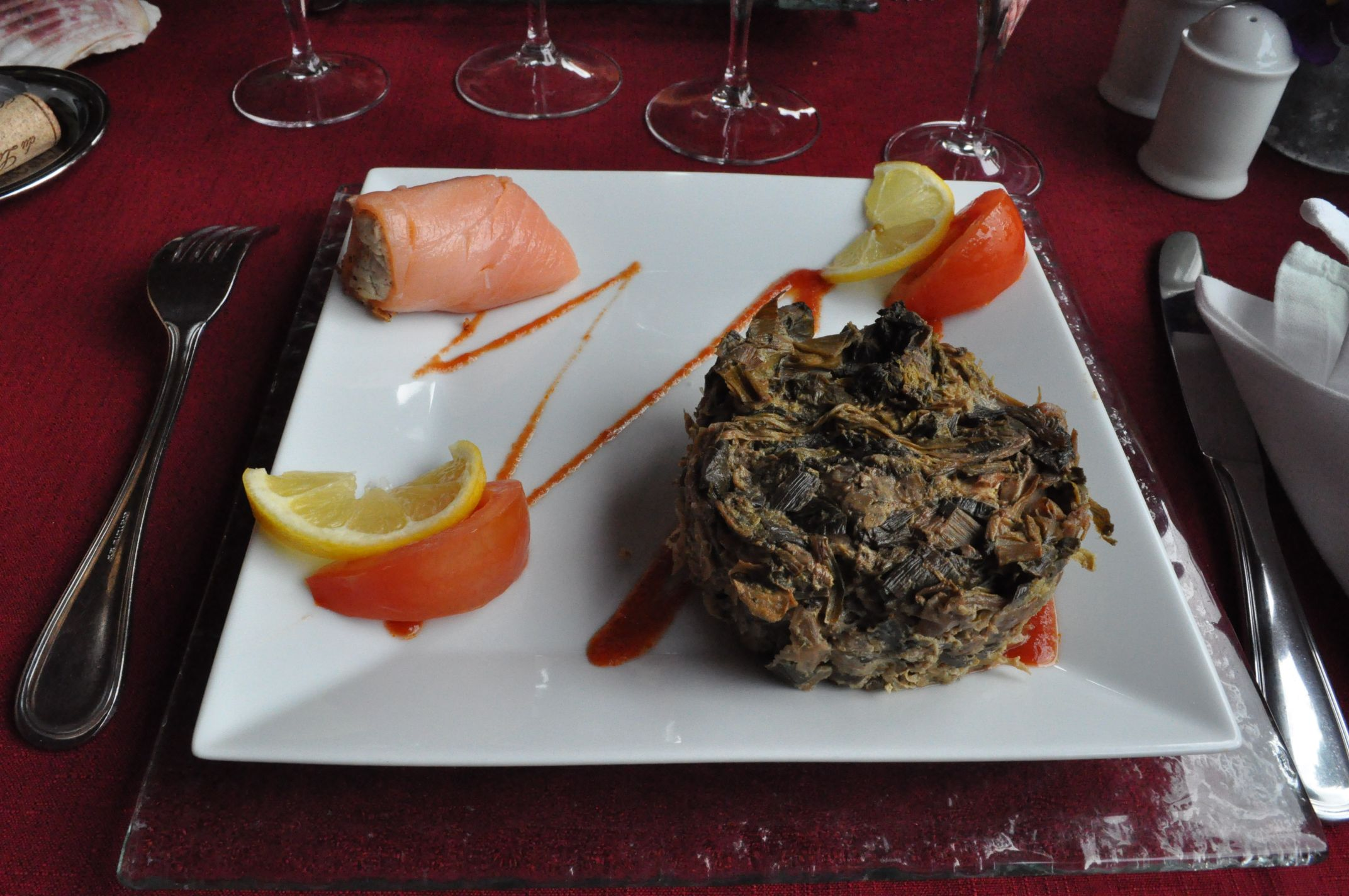
Le farci, préparation à base d'épinards et de poireaux.

Les préparations à base d’herbes et de légumes sont également légion. La plus célèbre est peut-être le farci charentais, proche parent du farci poitevin, qui consiste en un pâté d’épinards, de poireaux, d’oignons, de persil et de cerfeuil, parfois agrémenté d’un peu de viande de porc, mis à cuire au four dans un plat à gratin. Les « mojhettes » ou haricots blancs sont une spécialité de Pont-l'Abbé-d'Arnoult. Cuisinées à la graisse de canard, elles servent d’accompagnement au porc ou à l’agneau ; elles peuvent également servir de base à une soupe. L’embeurrée de choux est du chou étuvé au beurre demi-sel et au lard. Les champignons pullulent dans les sous-bois une fois l'automne venus, notamment les cèpes de Bordeaux, les coulemelles ou les lactaires délicieux, préparés simplement avec un hachis d'ail et de fines herbes. Le melon, cultivé sur les coteaux ensoleillés, peut à la fois être servi en entrée avec du jambon, avec du pineau ou plus simplement nature, en fin de repas.

### Fromages
Les Charentes produisent de nombreux fromages, à base de lait de chèvre, de brebis ou de vache. La jonchée d’Oléron (et d’Aunis) est un fromage frais à base de lait de brebis, très doux. Il se rapproche de la caillebotte, souvent dégustée sucrée ou relevée d’une pointe de crème fraîche, voire de cognac ou de pineau des Charentes. Le tricorne de Marans, qu’on peut consommer frais ou affiné, est à base de lait de brebis ou de chèvre ; la taupinette, spécialité des environs de Roullet-Saint-Estèphe, est un fromage de chèvre moulé à la louche et recouvert de cendre ; le mottin charentais, autrefois fabriqué près de Surgères, est un fromage crémeux à base de lait de vache.

### Pâtisserie
Parmi les desserts locaux, la galette charentaise est à base d’œufs frais et de beurre, parfois d’angéliques confites. Elle diffère du gâteau charentais, plus moelleux et parfumé au cognac. 

La douzane, la pine et la cornuelle sont des petits gâteaux réalisés traditionnellement aux environs de Pâques.

Le millas est un gâteau à base de farine de maïs ; il se rapproche de la cruchade, galette de maïs frite, accompagnée de sucre ou de confiture, par exemple de résiné (confiture de raisin). Ces deux spécialités sont communes à une grande partie du Sud-Ouest français.

La noix charentaise est une sorte de chou fourré de crème au beurre traditionnellement parfumée au praliné aux noix. Le chou est glacé au chocolat noir et surmonté d'un cerneau de noix.
Les merveilles et les bottereaux sont des beignets, souvent préparés au moment du carnaval.

## Pour approfondir
- Cuisine bordelaise
- Cuisine de Guyenne
- Cuisine limousine
- Cuisine périgourdine